# Odostomia porteri
Odostomia porteri is een slakkensoort uit de familie van de Pyramidellidae. De wetenschappelijke naam van de soort is voor het eerst geldig gepubliceerd in 1928 door Baker, Hanna & Strong.